# Крапомениј
Крапомениј (фр. Crapeaumesnil) насеље је и општина у североисточној Француској у региону Пикардија, у департману Оаза која припада префектури Компјењ.
По подацима из 2011. године у општини је живело 172 становника, а густина насељености је износила 35,68 становника/km². Општина се простире на површини од 4,82 km². Налази се на средњој надморској висини од 101 метар (максималној 100 m, а минималној 80 m).

## Демографија
| 1962. | 1968. | 1975. | 1982. | 1990. | 1999. | 2011. |
| ----- | ----- | ----- | ----- | ----- | ----- | ----- |
| 64    | 87    | 86    | 89    | 115   | 130   | 172   |

График промене броја становника у току последњих година